# Linum alpinum
Linum alpinum är en linväxtart. Linum alpinum ingår i släktet linsläktet, och familjen linväxter.

## Underarter
Arten delas in i följande underarter:
- L. a. alpinum
- L. a. collinum
- L. a. gracilius
- L. a. julicum
- L. a. laeve
- L. a. pirinicum